# Bakary Saré
Bakary Bouba Saré (n. 5 mai 1990, Abidjan, Côte d'Ivoire) este un fotbalist aflat sub contract cu CFR Cluj.